# Боламанский замок
Боламанский замок или Замок Боламан (тур. Bolaman Kalesi) — исторический замок, расположенный в одноимённом городе Боламан на территории района Фатса, в провинции Орду, на черноморском побережье северной части Турции. Город Фатса находится в 4 км западнее замка.

## Описание
Дата строительства замка неизвестна. Считается, что сооружение может относиться к временам Понтийского царства, когда его использовали в виде сторожевой башни или крепости, прикрывающей поселение со стороны моря. Замок стоит на небольшом полуострове, на склоне скалы, обращённой к заливу, образованному изогнутой береговой линией.
У замка присутствуют внешние и внутренние стены, сложенные из тесанного камня. На внешних стенах есть сторожевые башенки. Внутри замка находится часовня в виде базилики.
В XVIII веке к сооружению добавлена деревянная пристройка, использовавшаяся для размещения гостей. Замок долгое время принадлежал местной знатной семье Хазнедароглу. Облик постройки представляет собой типичный пример османской архитектуры тех времён.
К концу XX века здание обветшало и городские власти рассматривали вариант со сносом постройки, что на её месте соорудить здание школы. Однако, замок был восстановлен при поддержке Министерства культуры и туризма. С 2009 года замок некоторое время использовался как ресторан региональной кухни под названием «Особняк Хазнедароглу», однако позже он закрылся.
В 2020 году были озвучены планы по превращению замка в городской музей, где будут выставлены работы и экспонаты, описывающие жизнь в регионе. Здание было передано в собственность муниципалитета Фатса.